# Нагороди ФІФА для найкращих 2016
Нагороди ФІФА для найкращих 2016 року — вшанування найкращих футболістів, тренерів та команд 2016 року, що проходило в Цюриху 9 січня 2017 року
Щорічне нагородження проходить за такими категоріями:
- Символічна збірна ФІФА
- Найкращий футболіст світу
- Найкраща футболістка світу
- Найкращий тренер світу
- Найкращий тренер жіночих команд світу
- Нагорода імені Ференца Пушкаша за найкрасивіший гол
- Премія Fair Play

Традиційно, критеріями відбору для гравців (чоловіків та жінок) року були: спортивні характеристики, а також загальні правила поведінки на полі і поза ним від 20 листопада 2015 року по 22 листопада 2016 рр.
Критеріями відбору для тренерів року стали: продуктивність і загальна поведінка своїх команд на полі і поза ним від 20 листопада 2015 року по 22 листопада 2016 року.
Голоси були визначені представники засобів масової інформації, національних тренерів команди, а також капітанів національних команд. У жовтні 2016 року також всі бажаючі могли брати участь в голосуванні. Кожна група мала 25 % квоту від загального голосування.
Ведучими церемонії були Єва Лонгорія і Марко Шрейл.

## Переможці та номінанти (чоловіки)

### Найкращий футболіст світу
Футбольний комітет склав список з 23 гравців-чоловіків: Список із 23 кандидатів було оприлюднено 4 листопада. Три фіналісти були оприлюднені 1 грудня 2016 року.
Переможцем став Кріштіану Роналду, що отримав майже 35 % голосів.
| № з/п          | Ім'я                 | Клуб(и)                               | Національна збірна | Голоси (%) |
| Фіналісти      | Фіналісти            | Фіналісти                             | Фіналісти          | Фіналісти  |
| -------------- | -------------------- | ------------------------------------- | ------------------ | ---------- |
| 1              | Кріштіану Роналду    | Реал Мадрид                           | Португалія         | 34.54 %    |
| 2              | Ліонель Мессі        | Барселона                             | Аргентина          | 26.42 %    |
| 3              | Антуан Грізманн      | Атлетіко (Мадрид)                     | Франція            | 7.53 %     |
| Інші кандидати |                      |                                       |                    |            |
| 4              | Неймар               | Барселона                             | Бразилія           | 6.23 %     |
| 5              | Луїс Альберто Суарес | Барселона                             | Уругвай            | 5.11 %     |
| 6              | Гарет Бейл           | Реал Мадрид                           | Уельс              | 4.62 %     |
| 7              | Ріяд Марез           | Лестер Сіті                           | Алжир              | 2.20 %     |
| 8              | Джанлуїджі Буффон    | Ювентус                               | Італія             | 1.85 %     |
| 9              | Андрес Іньєста       | Барселона                             | Іспанія            | 1.69 %     |
| 10             | Тоні Кроос           | Реал Мадрид                           | Німеччина          | 1.25 %     |
| 11             | Алексіс Санчес       | Арсенал (Лондон)                      | Чилі               | 1.19 %     |
| 12             | Роберт Левандовський | Баварія (Мюнхен)                      | Польща             | 0.93 %     |
| 13             | Лука Модрич          | Реал Мадрид                           | Хорватія           | 0.89 %     |
| 14             | Месут Езіл           | Арсенал (Лондон)                      | Німеччина          | 0.86 %     |
| 15             | Джеймі Варді         | Лестер Сіті                           | Англія             | 0.81 %     |
| 16             | Мануель Ноєр         | Баварія (Мюнхен)                      | Німеччина          | 0.80 %     |
| 17             | Серхіо Рамос         | Реал Мадрид                           | Іспанія            | 0.70 %     |
| 18             | Златан Ібрагімович   | - Парі Сен-Жермен - Манчестер Юнайтед | Швеція             | 0.50 %     |
| 19             | Поль Погба           | - Ювентус - Манчестер Юнайтед         | Франція            | 0.47 %     |
| 20             | Кевін Де Брейне      | Манчестер Сіті                        | Бельгія            | 0.46 %     |
| 21             | Н'Голо Канте         | - Лестер Сіті - Челсі                 | Франція            | 0.40 %     |
| 22             | Серхіо Агуеро        | Манчестер Сіті                        | Аргентина          | 0.38 %     |
| 23             | Дімітрі Паєт         | Вест Гем Юнайтед                      | Франція            | 0.17 %     |

### Найкращий тренер світу
Футбольний комітет склав список з 10 чоловічих футбольних тренерів для визначення найкращого тренера світу.
Імена 10 кандидатів були оголошені 2 листопада. Три фіналісти були оголошені в грудні 2016 року.
Клаудіо Раньєрі переміг, отримавши більш ніж 22 % голосів.
| № з/п          | Ім'я               | Команда(и) (збірна чи клуб)         | Відсоток  |
| Фіналісти      | Фіналісти          | Фіналісти                           | Фіналісти |
| -------------- | ------------------ | ----------------------------------- | --------- |
| 1              | Клаудіо Раньєрі    | Лестер Сіті                         | 22.06 %   |
| 2              | Зінедін Зідан      | Реал Мадрид                         | 16.56 %   |
| 3              | Фернанду Сантуш    | Португалія                          | 16.24 %   |
| Інші кандидати |                    |                                     |           |
| 4              | Дієго Сімеоне      | Атлетіко (Мадрид)                   | 12.98 %   |
| 5              | Жузеп Гвардіола    | - Баварія (Мюнхен) - Манчестер Сіті | 11.13 %   |
| 6              | Луїс Енріке        | Барселона                           | 8.32 %    |
| 7              | Юрген Клопп        | Ліверпуль                           | 7.71 %    |
| 8              | Дідьє Дешам        | Франція                             | 1.97 %    |
| 9              | Кріс Коулмен       | Уельс                               | 1.82 %    |
| 10             | Маурісіо Почеттіно | Тоттенгем Готспур                   | 1.21 %    |

### Збірна футболістів ФІФА
Попередній список, що складався з 55 гравців був оголошений 1 грудня 2016 року.
До збірної світу були включені такі гравці: воротар — Мануель Ноєр, захисники — Даніел Алвес, Жерард Піке, Серхіо Рамос і Марсело Вієйра; півзахисники — Лука Модрич, Тоні Кроос та Андрес Іньєста; нападники — Ліонель Мессі, Луїс Альберто Суарес та Кріштіану Роналду.
9 з 11 гравців грали в Професіональній футбольній лізі Іспанії.
| Ім'я та прізвище     | Клуб(и)               |
| Воротар              | Воротар               |
| -------------------- | --------------------- |
| Мануель Ноєр         | Баварія (Мюнхен)      |
| Захисники            |                       |
| Даніел Алвес         | - Барселона - Ювентус |
| Жерард Піке          | Барселона             |
| Серхіо Рамос         | Реал Мадрид           |
| Марсело Вієйра       | Реал Мадрид           |
| Півзахисники         |                       |
| Лука Модрич          | Реал Мадрид           |
| Тоні Кроос           | Реал Мадрид           |
| Андрес Іньєста       | Барселона             |
| Нападники            |                       |
| Ліонель Мессі        | Барселона             |
| Луїс Альберто Суарес | Барселона             |
| Кріштіану Роналду    | Реал Мадрид           |

Інші кандидати
| Ім'я та прізвище        | Клуб(и)                                  |
| Воротарі                | Воротарі                                 |
| ----------------------- | ---------------------------------------- |
| Клаудіо Браво           | - Барселона - Манчестер Сіті             |
| Джанлуїджі Буффон       | Ювентус                                  |
| Давід де Хеа            | Манчестер Юнайтед                        |
| Кейлор Навас            | Реал Мадрид                              |
| Захисники               |                                          |
| Давід Алаба             | Баварія (Мюнхен)                         |
| Жорді Альба             | Барселона                                |
| Серж Ор'є               | Парі Сен-Жермен                          |
| Ектор Бельєрін          | Арсенал (Лондон)                         |
| Жером Боатенг           | Баварія (Мюнхен)                         |
| Леонардо Бонуччі        | Ювентус                                  |
| Даніель Карвахаль Рамос | Реал Мадрид                              |
| Джорджо К'єлліні        | Ювентус                                  |
| Давід Луїс              | - Парі Сен-Жермен - Челсі                |
| Дієго Годін             | Атлетіко (Мадрид)                        |
| Матс Гуммельс           | - Боруссія (Дортмунд) - Баварія (Мюнхен) |
| Філіпп Лам              | Баварія (Мюнхен)                         |
| Хав'єр Маскерано        | Барселона                                |
| Пепе                    | Реал Мадрид                              |
| Тіагу Сілва             | Парі Сен-Жермен                          |
| Рафаель Варан           | Реал Мадрид                              |
| Півзахисники            |                                          |
| Хабі Алонсо             | Баварія (Мюнхен)                         |
| Серхіо Бускетс          | Барселона                                |
| Кевін Де Брейне         | Манчестер Сіті                           |
| Еден Азар               | Челсі                                    |
| Н'Голо Канте            | - Лестер Сіті - Челсі                    |
| Месут Езіл              | Арсенал (Лондон)                         |
| Дімітрі Паєт            | Вест Гем Юнайтед                         |
| Поль Погба              | - Ювентус - Манчестер Юнайтед            |
| Іван Ракитич            | Барселона                                |
| Давід Сільва            | Манчестер Сіті                           |
| Марко Верратті          | Парі Сен-Жермен                          |
| Артуро Відаль           | Баварія (Мюнхен)                         |
| Нападники               |                                          |
| Серхіо Агуеро           | Манчестер Сіті                           |
| Гарет Бейл              | Реал Мадрид                              |
| Карім Бензема           | Реал Мадрид                              |
| Пауло Дибала            | Ювентус                                  |
| Антуан Грізманн         | Атлетіко (Мадрид)                        |
| Гонсало Ігуаїн          | - Наполі - Ювентус                       |
| Златан Ібрагімович      | - Парі Сен-Жермен - Манчестер Юнайтед    |
| Роберт Левандовський    | Баварія (Мюнхен)                         |
| Томас Мюллер            | Баварія (Мюнхен)                         |
| Неймар                  | Барселона                                |
| Алексіс Санчес          | Арсенал (Лондон)                         |
| Джеймі Варді            | Лестер Сіті                              |

## Переможці та номінанти (жінки)

### Найкраща футболістка світу
Комітетом з жіночого футболу 3 листопада 2016 року
Три фіналісти були оголошені 2 грудня. було складено шорт-лист з 10 жінок-гравців для визначення найкращої футболістки світу.
Карлі Ллойд виграла нагороду, отримавши майже 21 % голосів.
| № з/п          | Ім'я             | Клуб(и)            | Національна збірна | Голоси (%) |
| Фіналістки     | Фіналістки       | Фіналістки         | Фіналістки         | Фіналістки |
| -------------- | ---------------- | ------------------ | ------------------ | ---------- |
| 1              | Карлі Ллойд      | Х'юстон Даш        | США                | 20.68 %    |
| 2              | Марта            | Русенгорд          | Бразилія           | 16.60 %    |
| 3              | Мелані Берінгер  | Баварія            | Німеччина          | 12.34 %    |
| Інші кандидати |                  |                    |                    |            |
| 4              | Дженіфер Марожан | - Франкфурт - Ліон | Німеччина          | 11.68 %    |
| 5              | Сара Дебріц      | Баварія            | Німеччина          | 8.19 %     |
| 6              | Кумаґай Сакі     | Ліон               | Японія             | 6.94 %     |
| 7              | Лотта Шелін      | Ліон               | Швеція             | 6.58 %     |
| 8              | Крістін Сінклер  | Портленд Торнс     | Канада             | 5.99 %     |
| 9              | Амандін Анрі     | Портленд Торнс     | Франція            | 5.96 %     |
| 10             | Каміль Абілі     | Ліон               | Франція            | 5.04 %     |

### Найкращий тренер жіночих команд світу
Комітет з жіночого футболу та Жіночий чемпіонат світу з футболу склали остаточний список з десяти футбольних тренерів жінок в номінації найкращий жіночий тренер.
10 найкращих кандидатів були названі 1 листопада 2016 року Список фіналістів номінації було названо 2 грудня 2016 року
Сільвія Найд перемогла, отримавши майже 30 % голосів.
| № з/п          | Ім'я                    | Команда(и) (збірна чи клуб) | Голоси (%) |
| Фіналісти      | Фіналісти               | Фіналісти                   | Фіналісти  |
| -------------- | ----------------------- | --------------------------- | ---------- |
| 1              | Сільвія Найд            | Німеччина                   | 29.99 %    |
| 2              | Джилл Елліс             | США                         | 16.68 %    |
| 3              | Пія Сундгаге            | Швеція                      | 16.47 %    |
| Інші кандидати |                         |                             |            |
| 4              | Джон Гердман            | Канада                      | 7.85 %     |
| 5              | Жерар Прешу             | Ліон                        | 7.26 %     |
| 6              | Вадао                   | Бразилія                    | 6.00 %     |
| 7              | Мартіна Фосс-Текленбург | Швейцарія                   | 4.07 %     |
| 8              | Вера Паув               | ПАР                         | 3.99 %     |
| 9              | Томас Верле             | Баварія                     | 3.96 %     |
| 10             | Філіпп Бержеро          | Франція                     | 3.73 %     |

## Переможці та номінанти (змішані нагороди)

### Премія за чесну гру Fair Play
Колумбійський клуб Атлетіко Насьйональ отримав нагороду через їх жест доброї волі до КОНМЕБОЛ з проханням нагородити Південноамериканським кубком 2016 року бразильський клуб Шапекоенсе, 19 гравців і 23 співробітники якого загинули у авіакатастрофі 28 листопада 2016 року
| Переможець          | Умови |
| ------------------- | --- |
| Атлетіко Насьйональ | пропозиція нагородити Південноамериканським кубком 2016 року бразильський клуб Шапекоенсе, гравці якого загинули у авіакатастрофі |

### Премія FIFA за блискучу кар'єру
Бразильський футзальний гравець Алессандро Роза Вієйра (Фалькао) отримав нагороду за свій 27-річний внесок у розвиток спорту
| Гравець                          | Умова                                |
| -------------------------------- | ------------------------------------ |
| Алессандро Роза Вієйра (Фалькао) | За видатний внесок у розвиток спорту |

### Нагорода імені Ференца Пушкаша
Шорт-лист було оголошено 21 листопада 2016 р.. Імена трьох фіналістів було оголошено 2 грудня 2016 року.
Мохд Фаїз Субрі виграв нагороду з більш ніж 59 % голосів.
| Ранг            | Гравець                                                   | Матч                                         | Турнір                                                   | Дата              | Відсоток  |           |
| Фіналісти       | Фіналісти                                                 | Фіналісти                                    | Фіналісти                                                | Фіналісти         | Фіналісти | Фіналісти |
| --------------- | --------------------------------------------------------- | -------------------------------------------- | -------------------------------------------------------- | ----------------- | --------- | --------- |
| 1               | Мохд Фаїз Субрі                                           | Пінанг — Пеханг                              | Суперліга Малайзії 2016                                  | 16 лютого 2016    | 59.46 %   |           |
| 2               | Марлоні                                                   | Корінтіанс — Кобресаль                       | Кубок Лібертадорес 2016                                  | 21 квітня 2016    | 22.86 %   |           |
| 3               | Даньюшка Родрігес                                         | Венесуела — Колумбія                         | Чемпіонат світу з футболу серед жінок 2016 (до 17 років) | 14 березня 2016   | 10.01 %   |           |
| Інші кандидати  |                                                           |                                              |                                                          |                   |           |           |
|                 | Маріо Гаспар                                              | Збірна Іспанії — Збірна Англії               | Товариський матч                                         | 13 листопада 2015 | 7.68 %    |           |
| Кломфа Кекана   | Збірна Камеруну — Збірна Південно-Африканської Республіки | Кубок африканських націй 2017 (кваліфікація) | 26 березня 2016                                          |                   | 7.68 %    |           |
| Ліонель Мессі   | Збірна США — Збірна Аргентини                             | Кубок Америки з футболу 2016                 | 21 червня 2016                                           |                   | 7.68 %    |           |
| Неймар          | Барселона — Вільярреал                                    | Чемпіонат Іспанії з футболу                  | 8 листопада 2015                                         |                   | 7.68 %    |           |
| Сауль Ньїгес    | Атлетіко (Мадрид) — Баварія (Мюнхен)                      | Ліга чемпіонів УЄФА 2015—2016                | 27 квітня 2016                                           |                   | 7.68 %    |           |
| Гел Робсон-Кану | Збірна Уельсу — Збірна Бельгії                            | Чемпіонат Європи з футболу 2016              | 1 липня 2016                                             |                   | 7.68 %    |           |
| Сімон Скрабб    | Єфле — Отвідабергс                                        | Чемпіонат Швеції з футболу 2015              | 31 жовтня 2015                                           |                   | 7.68 %    |           |

### Нагорода вболівальників
Три номінанти були оголошені 9 грудня 2016 року.
Вболівальники клубів Боруссія (Дортмунд) та Ліверпуль виграли нагороду, отримавши майже 46 % голосів.
| № з/п | Вболівальники                                         | матч                             | Конкурс                                 | Дата            | Відсоток |
| ----- | ----------------------------------------------------- | -------------------------------- | --------------------------------------- | --------------- | -------- |
| 1     | Вболівальники клубів Боруссія (Дортмунд) та Ліверпуль | Ліверпуль — Боруссія (Дортмунд)  | Ліга Європи УЄФА 2015—2016              | 14 квітня 2016  | 45.92 %  |
| 2     | Вболівальники збірної Ісландії                        | Збірна Франції — Збірна Ісландії | Чемпіонат Європи з футболу 2016         | 3 липня 2016    | 31.37 %  |
| 3     | Вболівальники нідерландського клубу АДО Ден Гаг       | Феєнорд — АДО Ден Гаг            | 61-ий чемпіонат Нідерландів (ередивізі) | 11 вересня 2016 | 22.71 %  |